# Pachyurus francisci
Pachyurus francisci är en fiskart som först beskrevs av Cuvier, 1830.  Pachyurus francisci ingår i släktet Pachyurus och familjen havsgösfiskar. Inga underarter finns listade i Catalogue of Life.